# أيلود جميل
أيلود جميل (الاسم العلمي:Elodea pulchella) هو نوع غير مؤكد من النباتات يتبع جنس الأيلود من الفصيلة الحب المائية.